# Paul Burchill
Paul Burchill, född 8 oktober 1979 i Guildford, Surrey, England, var fribrottare som tillhörde WWE och Raw. Paul Burchill började i WWE på Smackdown! som William Regals partner men duon splittrades efter en kort tid. Efter en skada återvände Burchill till OVW som då var WWE:s utvecklingsterritorium för nya fribrottare.